# Eaux noires (rivière)
Pour les articles homonymes, voir Eaux noires.
 (juin 2016).
Si vous disposez d'ouvrages ou d'articles de référence ou si vous connaissez des sites web de qualité traitant du thème abordé ici, merci de compléter l'article en donnant les références utiles à sa vérifiabilité et en les liant à la section « Notes et références ».

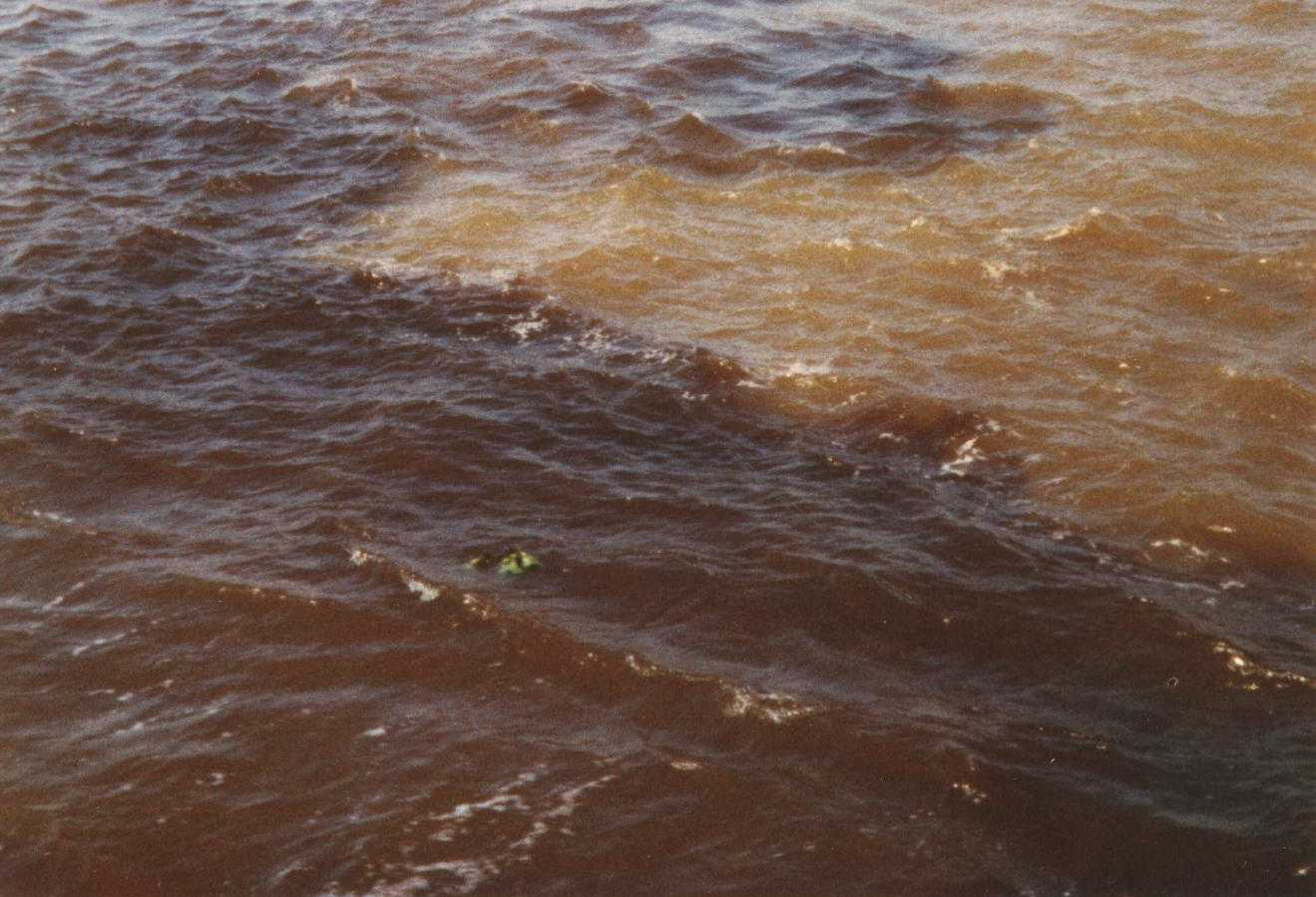
Confluence des eaux jaunâtres de l’Amazone et des eaux noires de son affluent, le Rio Negro.

Une rivière à eaux noires est une rivière avec un écoulement lent au travers de marais ou de zones forestières humides en régions chaudes. La température élevée fait pourrir la végétation. Des tanins s'infiltrent dans l'eau, la rendant transparente et acide avec une teinte sombre, ressemblant à celle du thé ou du café.

## Localisation
La plupart de ces rivières se trouvent dans le bassin de l'Amazone et dans le Sud des États-Unis. Toutes les rivières de couleur sombre ne sont pas des rivières à eaux noires d'un point de vue technique. Certains cours d'eau de régions tempérées, qui traversent des zones terreuses, sont simplement noires en raison de la couleur du sol.
La rivière à eaux noires la plus importante est le Rio Negro dans le bassin de l'Amazone au Brésil.

## Description
Les rivières à eaux noires sont acides et contiennent moins d'éléments nutritifs que les autres. Elles se caractérisent aussi par des certaines concentrations ioniques élevées (notamment aluminium) et d'autres faibles (notamment calcium).
Ces conditions produisent une flore et une faune qui diffèrent de celles des rivières en eau vive.